# Jan Vanderheyden
Jan Vanderheyden (Antwerpen, 10 oktober 1890 - aldaar, 27 maart 1961) speelde in de jaren 1920 tot 1960 een belangrijke rol in de Belgische (Vlaamse) filmgeschiedenis als verdeler van films, regisseur, scenarist en producer. Met zijn productiehuis "Jan Vanderheyden-Film p.v.b.a." lag hij aan de basis van de eerste regelmatige filmproductie in Vlaanderen. Naast enkele documentaires draaide hij toch vooral Vlaamse volksfilms of komedies. Jan Vanderheyden werkte veel samen met Edith Kiel en met bekende Antwerpse en Brusselse acteurs.

## Carrière
Jan Vanderheyden begon zijn filmcarrière in de commerciële filmdistributie in 1916, in Londen, bij de Britse tak van het Franse filmbedrijf Pathé. Na diverse omzwervingen belandt hij omstreeks 1920 in Brussel als gedelegeerd-bestuurder van Soleil Levant films, dat toen vooral Amerikaanse en Britse films verdeelde in België. Omstreeks 1927-1928 - de firma heet dan International Film Distributors - kocht hij ook Duitse films aan voor distributie op de Belgische markt. Hij reist daarvoor naar Duitsland en ontmoet er Edith Kiel. Ze worden verliefd en blijven als koppel samen tot aan Vanderheydens dood. Er komt echter geen huwelijk omdat Vanderheyden, na de scheiding van zijn eerste echtgenote, reeds voor een tweede maal gehuwd is. Zijn tweede echtgenote en hijzelf leven gescheiden van tafel en bed, maar blijven officieel wel gehuwd tot Vanderheyden overlijdt. Vanderheyden en Kiel hebben geen kinderen, maar zorgen wel voor Kiels dochter uit een vorige relatie.
In 1934 richt hij zijn eigen productiehuis op Jan Vanderheyden-Film p.v.b.a.. In 1934 brengt hij met De Witte, gebaseerd op de succesroman van Ernest Claes de eerste (succesvolle) Vlaamse klankfilm op. Het succes is reusachtig groot. Hiermee begint hij aan een reeks van (voornamelijk) volksfilms met de bekendste acteurs van toen, die zowel actief waren in het lichtere revue-genre als in het ernstigere theaterwerk. Voor de muziek deed hij vooral een beroep op componisten zoals Renaat Veremans, Rudolf Perak, Johan A. Zwijsen, en Gerard Horens. In die periode manifesteerde Jan Vanderheyden zich in de media duidelijk als het creatieve brein achter deze films. Later onderzoek heeft aangetoond dat Edith Kiel een minstens even belangrijke rol speelde: ze schreef de scenario's, regisseerde en was betrokken bij de montage. Als vrouw en als buitenlandse werd ze echter grotendeels buiten de schijnwerpers gelaten en tegenover de buitenwereld gereduceerd tot Vanderheydens medewerkster.
Voor hun eerste films trokken Kiel en Vanderheyden naar studio's in Duitsland en Nederland. Nadien werken ze in ondermaatse "studio's" in Brussel. Vanaf 1939 beschikten ze over een eigen studio in de Pyckestraat in Antwerpen. De films die ze er maken werden door de meeste filmrecensenten afgekraakt, maar waren commercieel succesvol genoeg om door te gaan. Vanderheyden en Kiel verkregen hierdoor in de jaren dertig een quasi-monopolie op de productie van Vlaamse langspeelfilms.
Vanderheyden werd in juli 1940, kort na de Duitse inval in België, verkozen tot voorzitter van de Belgische Syndicale Kamer van Filmverhuurders. De hele filmsector werd toen geherstructureerd en onderworpen aan strikte controle van de Propaganda-Abteilung Belgien. Als officieel orgaan waaraan ook een productiegroep werd toegevoegd, werd de zogenaamde Syndicale Kamer, die later opging in het Filmgilde (waarvan Vanderheyden voorzitter werd), door de Propaganda-Abteilung Belgien gebruikt om de Belgische filmsector te hervormen en bijvoorbeeld kleine filmverdelers te dwingen de deuren te sluiten. Vanderheyden werkte hieraan mee en werd in 1948 voor "economische collaboratie" veroordeeld. Hij kwam vrij in 1951, maar mocht niet langer in de filmsector werken. Dit gaf Edith Kiel, die altijd de Duitse nationaliteit behield en dus na de oorlog onmogelijk veroordeeld kon worden wegens collaboratie, de mogelijkheid om na de oorlog wel uit de schaduw te treden. Ze blijft samen met Vanderheyden films maken zoals ze dat ook voor en tijdens de oorlog deed. Maar deze keer kunnen de films, nu onder de vlag Antwerpse Filmonderneming (AFO) wel vermelden dat regie en scenario van Edith Kiel waren. Ze zet de reeks van volksfilms en komedies verder tot aan de dood van Vanderheyden in 1961.
In de nasleep van de Tweede Wereldoorlog verloren Vanderheyden en Kiel de rechten op alle films die ze voorafgaand aan Vanderheydens internering/vrijlating gemaakt hadden. Dit was een bittere pil omdat hun oudere 'oeuvre', zoals De Witte, veel geld bleef genereren. Dat ze die auteursrechten verloren, werd door Kiel en Vanderheyden aan het gerecht verweten. De indruk ontstond dat Vanderheyden zijn rechten had verloren als onderdeel van zijn veroordeling als collaborateur. Die redenering werd door veel auteurs overgenomen in publicaties over de geschiedenis van de Vlaamse cinema. Later onderzoek, gebaseerd op de gerechtsdossiers, heeft echter aangetoond dat de rechten verkocht waren op vraag van Vanderheydens tweede echtgenote, die gebruik maakte van de 'verdwijning' van haar echtgenoot en diens minnares (Kiel en Vanderheyden waren naar Duitslands gevlucht en bleven onder de radar) om alle bezittingen waar zij als echtgenote aanspraak op kon maken, te valoriseren.

## Betekenis
Vanderheyden bleef vooral bekend omdat hij zeer snel (en commercieel) wist in te spelen op de komst van de geluidsfilm. Zijn eerste en meteen ook zijn bekendste en meest populaire film werd De Witte, uitgebracht in 1934 en met Jef Bruyninckx in de hoofdrol. Deze film wordt in het algemeen ook als de eerste Nederlandstalige langspeelfilm in België erkend, waarbij de klank volgens de nieuwste technieken rechtstreeks met een klankspoor op de pellicule kon worden opgenomen (de eerste Nederlandstalige klankfilm, Meisjes in Vrijheid van Fritz Kramp, eveneens uit 1934, is onvoltooid gebleven).

## Belangrijkste films
Jan Vanderheyden wordt vermeld als regisseur van volgende films :
- De Witte (1934)
- Alleen voor u (1935)
- Uilenspiegel leeft nog (1935)
- De wonderdoktoor (1936)
- Havenmuziek (1937)
- Drie flinke kerels (1938)
- Een engel van een man (1939)
- Met den helm geboren (1939)
- Janssens tegen Peeters (1940)
- Wit is troef (1940)
- Janssens en Peeters dikke vrienden (1940)
- Veel geluk Monika (1941)
- Antoon de Flierefluiter (1942)